# Mezinárodní letiště Šanghaj Pchu-tung
Mezinárodní letiště Šanghaj Pchu-tung (čínsky v českém přepisu Šang-chaj Pchu-tung kuo-ťi ťi-čchang, pchin-jinem Shànghǎi Pǔdōng guójì jīchǎng, znaky 上海浦东国际机场, anglicky Shanghai Pudong International Airport, IATA kód PVG, ICAO kód ZSPD) je mezinárodní letiště v Šanghaji a významné středisko letecké dopravy ve východní Asii. Slouží i vnitrostátním letům. Nachází se přibližně 30 km východně od středu Šanghaje, na pozemku o velikosti přibližně 40 km². Se středem města je letiště spojeno vysokorychlostní pozemní dráhou maglev a linkou č. 2 metra.
Letiště Pchu-tung má dva hlavní terminály, lemované třemi dlouhými přistávacími dráhami. Třetí terminál a další tři dráhy měly být vybudovány do roku 2015, což má přinést zvýšení roční kapacity ze 60 milionů cestujících na 80 milionů cestujících ročně, spolu se schopností odbavit šest milionů tun nákladu.
Letiště je rychle rostoucím hlavním letištěm pro osobní a nákladní dopravu. Bylo otevřeno s jednou přistávací drahou v roce 1999 a už v roce 2003 jím prošlo víc cestujících než starším letištěm Šanghaj Chung-čchiao. S 3 227 914 metrickými tunami odbavenými v roce 2010 bylo třetím nejrušnějším letištěm v nákladní dopravě. V roce 2010 letiště odbavilo 40 578 621 cestujících a stalo se třetím nejrušnějším letištěm v Číně a dvacátým nejrušnějším na světě. V prosinci 2011 zde působilo 87 leteckých společností obsluhujících 194 destinací. Od roku 2014 se drží na pozici druhého nejrušnějšího letiště v Číně (za pekingským letištěm).
V červnu 2013 se jednalo podle měření společnosti FlightStats z hlediska zpoždění o jedno z nejhorších světových letišť. V plánovaném čase přilétala a odlétala méně než třetina letadel, více než třetina jich měla zpoždění přes tři čtvrtě hodiny.